# Kazimierz Łatak (architekt)

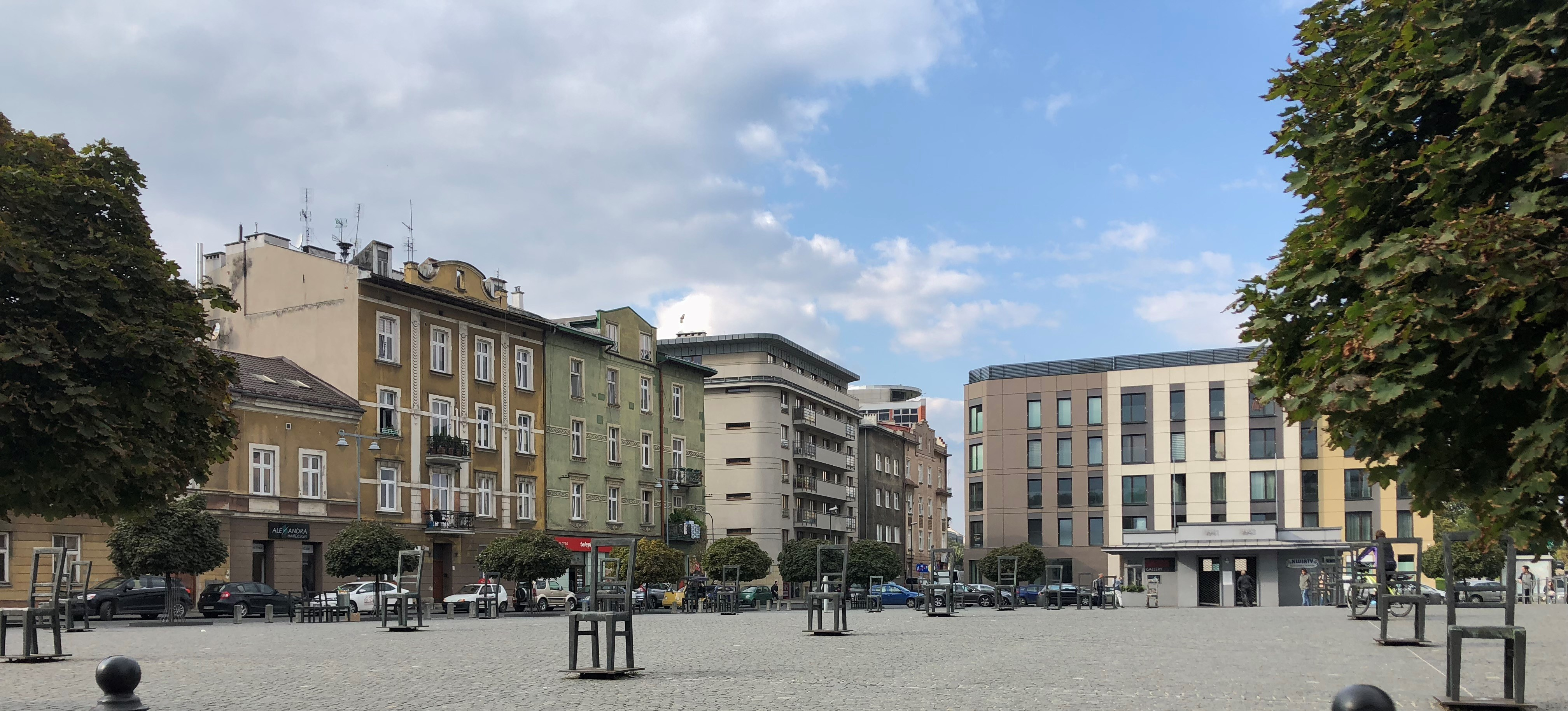
Przebudowa placu Bohaterów Getta w Krakowie

Kazimierz Łatak (ur. 9 stycznia 1962 w Krakowie) – polski architekt i konstruktor, laureat Honorowej Nagrody SARP (2018).

## Życiorys
Absolwent Technikum Budowlanego w Krakowie oraz Wydziałów Architektury i Budownictwa Lądowego Politechniki Krakowskiej. Kazimierz Łatak jest twórcą obiektów inżynierskich (kładek), budynków mieszkalnych, hoteli, aerotuneli, obiektów użyteczności publicznej i przestrzeni publicznych. Założyciel w 1995 Biura Projektów Lewicki Łatak wraz z Piotrem Lewickim. W 2022 uhonorowany został Nagrodą Jože Plečnika przez Stowarzyszenie Architektów Czeskich. Został odznaczony Złotym Krzyżem Zasługi (2007). Za działalność na rzecz odnowy zabytków Krakowa został odznaczony w 2023 Krzyżem Kawalerskim Orderu Odrodzenia Polski, a za zasługi na rzecz Miasta i jego mieszkańców w tym samym roku Odznaką „Honoris Gratia” Miasta Krakowa.